# 세드리크 파티
세드리크 파티(프랑스어: Cédric Paty, 1981년 7월 25일~)는 프랑스의 은퇴한 핸드볼 선수로 포지션은 라이트윙이다. 현역 시절에 프랑스 리그의 샹베리 SH에서 대부분의 프로 선수 경력을 보냈다. 프랑스 국가대표 선수로 활약했으며, 2008년 하계 올림픽에서 금메달을 획득했다.